# Щербак, Никита Сергеевич
Никита Сергеевич Щербак  (род. 30 декабря 1995, Москва) — российский хоккеист, левый нападающий.

## Биография
Сезон 2012/13 провёл в составе команды МХЛ «Капитан» Ступино. В 50 играх набрал 14 (7+7) очков.
В 2013 году на импорт-драфте Канадской хоккейной лиги (CHL) был выбран во втором раунде командой Западной хоккейной лиги «Саскатун Блейдз» под общим 109-м номером. В составе канадской команды в сезоне 2013/2014 провёл 65 игр, в которых набрал 78 (28+50) очков и стал лидером Западной лиги среди новичков по количеству набранных очков, забитых голов и сделанных результативных передач. Принял участие в традиционной игре Самых перспективных игроков CHL 2014 года.
На драфте НХЛ 2014 был выбран в первом раунде командой «Монреаль Канадиенс» под общим 26-м номером. 21 июля 2014 года подписал с «Монреалем» стандартный двусторонний контракт новичка на три года.
7 января 2017 года провёл свой дебютный матч в НХЛ против «Торонто Мейпл Лифс», в котором забросил свою первую шайбу.
Сезон 2017/18 тоже начал в АХЛ в «Лаваль Рокет», но в конце октября был вызван в основной состав «Монреаля» и получил травму во 2 игре. После восстановления от травмы колена вернулся в «Лаваль», где набирал очки в 11 матчах из 12 с начала сезона. В феврале вновь был вызван в «Канадиенс». Первую шайбу в сезоне забросил в своем 9 матче против лидера Западной конференции «Вегас Голден Найтс».
Летом 2019 года подписал трёхлетний контракт с лидером Восточной конференции КХЛ «Авангард Омск».
Летом 2023 года перешёл во французский «Анжер».

## Примечания

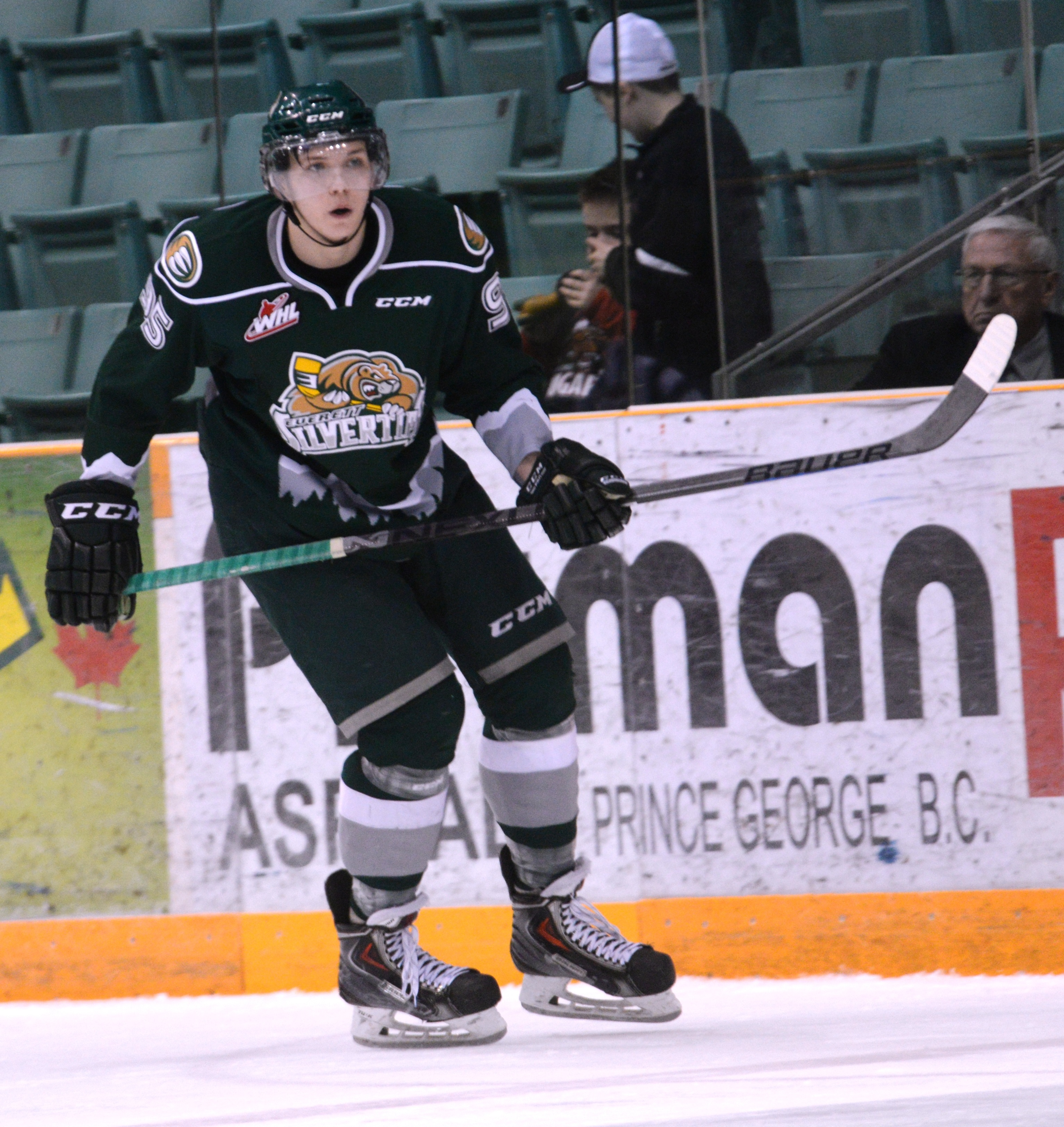